# جامع ومدرسة الدباغة

جامع ومدرسة الدباغة هو جامع ومدرسة تاريخية أثرية في مدينة بصرى بسوريا، شيد البناء في عهد أبوالفداء إسماعيل ابن السلطان أبي بكر، وقد دفن في المبنى حيث يقع مدفنه في أحد غرف المدرسة ويقع المسجد من الجهة الجنوبية من المبن. وقد كانت المدرسة للتعليم الديني منذ بنائها, وتعلو البناء غرفة ومئذنة مربعة الشكل .